# Paspalum soukupii
Paspalum soukupii är en gräsart som beskrevs av E.Carbono. Paspalum soukupii ingår i släktet tvillinghirser, och familjen gräs. Inga underarter finns listade i Catalogue of Life.